# Ildefonso Falcones
Ildefonso Falcones (ur. w 1958 w Barcelonie) – hiszpański pisarz.
Autor jednej z najgłośniejszych powieści hiszpańskich ostatnich lat zatytułowanej Katedra w Barcelonie, która jest jednocześnie debiutancką książką tego autora. Jej napisanie zajęło autorowi 5 lat i wymagało obszernych studiów nad historią średniowiecza w Katalonii. W ojczyźnie pisarza książka znajdowała się na pierwszym miejscu bestsellerów nieprzerwanie przez 13 miesięcy, osiągając prawie 1,5 mln sprzedanych egzemplarzy.
Obecnie Falcones wraz z żoną i czwórką dzieci mieszka i pracuje w Barcelonie. Z zawodu jest adwokatem specjalizującym się w prawie cywilnym.

## Twórczość
- Katedra w Barcelonie (La catedral del mar), 2006
- Ręka Fatimy (La mano de Fátima), 2009
- Bosonoga królowa (La Reina Descalza), 2014
- Dziedzice ziemi (Los Herderos la Tierra), 2017
- Malarz dusz (El Pintor del Almas), 2020
- Niewolnica wolności (Esclava de la Libertad), 2022